# عبد الله حسن أحمد
عبد الله حسن أحمد هو مُخرج ومنتج وسيناريست إماراتي، ولد في 1 مارس 1978م. وهو من مؤسسي صناعة الفيلم بدولة الإمارات العربية المتحدة نالت أعماله العديد من الجوائز وشهادات التقدير، وذلك من خلال الفاعليات الفنية المحلية والدولية، كما نال هو عدد من الشهادات والجوائز التقديرية في فعاليات مختلفة.

## حياته المهنية
أخرج عبد الله حسن العديد من الأفلام القصيرة والتي يصل عددها قرابة الـ 30 فيلمًا، وعمل مخرجًا للإعلانات في عدد من القنوات الإماراتية؛ من بينها قناة الشارقة وذلك عام 2004 م ولمدة عام، وقناة سما دبي وذلك عام 2005 م. كما ساهم في إنتاج وإخراج عدد من الأفلام الوثائقية والمسلسلات وعشرات البرامج الاجتماعية والتطوعية والبرامج الدرامية والمحتوى الثقافي والاجتماعي، وذلك من خلال شركة فراديس للإنتاج الفني التي يديرها. كما ساهم في نشر الثقافة السينمائية والورش السينمائية منذ 18 عامًا.
- شارك كرئيس للجنة التحكيم لمسابقة «أفلام الطلبة» التابعة لوزارة الثقافة والشباب الإماراتية لعدد من السنوات
- عضو لجنة تحكيم في مسابقة أفلام الإمارات في مهرجان أبو ظبي السينمائي لعام 2010 م.
- عضو لجنة تحكيم في مهرجان مهرجان وهران الدولي للفيلم العربي 2011 م.
- عضو لجنة تحكيم مهرجان الشارقة السينمائي الدولي للطفل 2015 - 2016 م.

## أعماله الفنية والجوائز
- الفيلم الروائي القصير «ظفر» 2001 م. (سيناريو وإنتاج وإخراج)
- الفيلم الروائي القصير «ياهو» 2002 م. (سيناريو وتصوير إنتاج وإخراج)
- الفيلم الروائي القصير «المريحانة»، حصل على شهادة تقدير من مسابقة أفلام الإمارات لعام 2003 م. (سيناريو وتصوير وإنتاج وإخراج)
- الفيلم الروائي القصير «الفستان»، أفضل فيلم روائي قصير في مسابقة أفلام الإمارات لعام 2004 م. (إخراج وإنتاج)
- الفيلم التسجيلي «سمو الفعل»، أفضل فيلم تسجيلي في مسابقة أفلام الإمارات لعام 2004 م. (إنتاج وإخراج)
- فيلم «آمين» 2004 م، عرض في مهرجان دبي السينمائي الدولي ومسابقة أفلام الإمارات (إنتاج وإخراج)
- الفيلم الروائي القصير «عصافير القيظ»، أفضل سيناريو في مسابقة أفلام الإمارات لعام 2005 م. (سيناريو وإخراج)
- الفيلم الروائي القصير «سماء صغيرة»، أفضل فيلم روائي خليجي في مسابقة أفلام الإمارات لعام 2006 م (إنتاج وإخراج)
- الفيلم الروائي القصير تنباك ، حصل على جائزة (المهر الذهبي) كأفضل سيناريو من مهرجان دبي السينمائي الدولي لعام 2006 م، كما حصل أيضًا على الجائزة الأولى كأفضل فيلم خليجي من مهرجان الخليج السينمائي لعام 2007 م، وشهادة تقدير من المهرجان نفسه كأفضل تصوير. كما حصل على جائزة التنويه كأفضل فيلم روائي قصير بمهرجان سان فرانسيسكو للفيلم العربي لعام 2008 م، ومن مهرجان الريف للأفلام القصيرة بدولة البحرين لعام 2008 م، حاز الفيلم على شهادة تقدير كأفضل ديكور وتمثيل وسيناريو ومونتاج، وجائزة (البانوش الذهبي) كأفضل فيلم روائي من المهرجان نفسه. (إنتاج وإخراج)
- قدم للتليفزيون الفيلم الروائي «صورة ناقصة»، الذي شارك في مهرجان الخليج السينمائي لعام 2008 م، وتم عرضه على قناة الشارقة وحقق نجاح كبير عند عرضه في جميع الجامعات والكليات التقنية والمدارس والمراكز الثقافية داخل دولة الإمارات العربية المتحدة (إنتاج وإخراج)
- البرنامج الوثائقي عن حياة البحرهو يامال والمكون من 26 حلقة يُعرض فيها التراث البحري وأبرز الممارسات، وتم عرضه على قناة سما دبي وقناة نور دبي في الفترة من 2008 - 2009 م. (إخراج)
- الفيلم الروائي القصير «سبيل» 2009 م، شارك الفيلم في مهرجان برلين السينمائي الدولي وحقق العديد من الجوائز والنجاحات في المهرجانات المحلية والدولية.
- قام بإنتاج الفيلم الروائي القصير «ريح» 2010 م.
- قام بإنتاج الفيلم الروائي القصير «صوير» 2010 م.
- قام بإخراج أول تجربة درامية من خلال مسلسل بنات الجامعة (مسلسل) والذي تم عرضه على إم بي سي وتلفزيون دبي
- قام بإخراج وإنتاج حملة الخير في عيالنا والسنع وذلك بالتعاون مع وزارة الثقافة والتنمية المعرفية بدولة الإمارات العربية المتحدة وتم عرضه على جميع القنوات المحلية في الفترة من 2013 وحتى 2015 م.
- قام بإنتاج الفيلم الروائي القصير لا تخليني والذي تم عرضه في مهرجان دبي السينمائي الدولي لعام 2013 م.
- قام بإخراج الفيلم الوثائقي إماراتيون في قمرة القيادة وهو من إنتاج طيران الاتحاد وتم عرضه على قناة أبو ظبي عام 2013 م.
- قام بإنتاج فيلم بنت النوخذة الذي تم عرضه في العديد من المهرجانات من بينها... مهرجان دبي السينمائي الدولي ومهرجان الخليج السينمائي
- قامت شركة فراديس للإنتاج الفني التي يديرها بإنتاج العديد من الأفلام (الحلاق، قصة خيالية، صولو، الملاكم مروان، إلى بيتنا مع التحية) الذين شاركوا في العديد من المهرجانات مثل: مهرجان دبي السينمائي الدولي، مهرجان أبو ظبي السينمائي، مهرجان الخليج السينمائي، مهرجان روتردام السينمائي الدولي، مهرجان مالمو السويدي للسينما العربية، مهرجان برلين السينمائي الدولي، مهرجان الشارقة السينمائي للطفل، ومهرجان شورت شورت الياباني.
- مخرج أوبريت مواصلات الإمارات بمناسبة اليوبيل الفضي مركز دبي التجاري العالمي
- قام بإخراج أوبريت العيد الوطني ال 39 في العين (أبو ظبي) 2010 م.
- قام بإخراج أوبريت العيد الوطني ال 41 في العين (أبو ظبي)، حديقة آثار الهيلي 2012 م.
- منتج وسيناريست ومخرج لمسلسل الأطفال راوي الخراريف الذي تم عرضه قناة الإمارات عام 2015 م.
- قام بإنتاج فيلم بسطة السعودي، والذي تم تصويره بالكامل في الإمارات بتنفيذ شركة فراديس للإنتاج الفني وقد حاز الفيلم على جائزة «المهر الخليجي» كأفضل فيلم من مهرجان دبي السينمائي الدولي لعام 2016 م.
- شارك في إخراج وتنفيذ مشاهد درامية في «المسرح الحي» وذلك في مهرجان قصر الحصن لمدة 4 سنوات من 2016 وحتى 2019 م.
- منتج ومخرج الفيلم الوثائقي «محمد خلف الحاضر الغائب» 2015 م.
- منتج ومخرج البرنامج الوثائقي الموارد والذي تم عرضه على قناة بينونة عام 2016 - 2017 م، حصل برنامج «موارد» على جائزة جائزة سلطان بن علي العويس كأفضل برنامج وثائقي محلي عام 2017 م.
- منتج ومخرج الفيلم الروائي الطويل ولادة، والذي تم عرضه في مهرجان دبي السينمائي الدولي، ومهرجان شرم الشيخ السينمائي، وفي دور العرض المختلفة. كما حصل على جائزة وزارة الداخلية للسينما كأفضل سيناريو مجتمعي أمني، وحاز أيضًا على جائزة IWC من مهرجان دبي السينمائي الدولي كأفضل سيناريو خليجي، ومن مهرجان العين السينمائي الدولي نال الفيلم شهادة تقدير وجائزة أفضل ممثل عام 2019 م.
- منتح ومخرج البرنامج الوثائقي الغنائي «جابر جاسم - رحلة الكلمة والنغم» والذي تم عرضه على قناة بينونة وقناة الإمارات عام 2018 م.
- مخرج ومنتج الفيلم الوثائقي «صوت الوطن» 2018 م.
- مخرج الفيلم الوِثائقي «في بيتنا بطل» *مؤجل عرضه.
- شارك في إنتاج أفلام صالح كرامة (توزيعة - خارجي على السطح).
- قام بإخراج وإنتاج بعض الأعمال التوعوية - التطوعية مثل إعلان السرطان الإيجابي، والتوحد...
- قام بإنتاج وإخراج العديد من الكليبات الغنائية الوطنية والعاطفية.
- قام بالتعاون مع وزارة الثقافة والتنمية المعرفية بتقديم ورشة سينمائية 2012 م.
- مخرج ومنتج وسيناريست البرنامج العسكري الوثائقي كيف المعنوية الذي يُعرض على قناة الإمارات وقناة بينونة وعدد من القنوات المحلية لدولة الإمارات العربية المتحدة 2020 م.

## الوصلات الخارجية
- الموقع الرسمي
- عبد الله حسن أحمد على موقع السينما.كوم
- فيميو[1]
- إنستغرام[2]
- يوتيوب[3]

1. ↑  "FARADEES FZ LLC". Vimeo (بالإنجليزية). Archived from the original on 2021-10-16. Retrieved 2021-10-20.
2. ↑  "Login • Instagram". www.instagram.com. مؤرشف من الأصل في 2021-10-20. اطلع عليه بتاريخ 2021-10-20. {{استشهاد ويب}}: الاستشهاد يستخدم عنوان عام (مساعدة)
3. ↑  "فراديس للانتاج الفني Faradees Artistic Production - YouTube". www.youtube.com. مؤرشف من الأصل في 2020-03-06. اطلع عليه بتاريخ 2021-10-20.